# Unidos da Vila do Sapo
Grêmio Recreativo Sócio Cultural Escola de Samba Unidos da Vila do Sapo é uma escola de samba pioneira de Praia Grande. A escola participou do Carnaval Regional em 2006, terminando na 12ª colocação com 176 pontos, e se classificando para o ano seguinte. Em 2007 apresentou o enredo: Vila do Sapo, Samba e Alegria. No ano de 2011 a escola completou 13 anos de existência, iniciando a preparação para o desfile de 2012.

## Segmentos

### Presidentes
| Nome                                     | Mandato      | Ref.        |
| ---------------------------------------- | ------------ | ----------- |
| João Carlos da Silva de Lucena "Tapioca" | ? - ?        | [ 4 ]       |
| Maria Odete dos Santos                   | ?-atualidade | [ 5 ] [ 6 ] |

### Patrono
| Nome                                     | Mandato      | Ref. |
| ---------------------------------------- | ------------ | ---- |
| João Carlos da Silva de Lucena "Tapioca" | ?-atualidade |      |

### Diretores
| Ano  | Diretor de Carnaval | Diretor geral de harmonia | Mestre de bateria                           | Ref.  |
| ---- | ------------------- | ------------------------- | ------------------------------------------- | ----- |
| 2015 | Cleverson Santos    | Kethellen San'Tana        | Herton Pereira da Costa "Helton Ligeirinho" | [ 6 ] |
| 2016 |                     |                           |                                             |       |

### Coreógrafo
| Ano  | Nome | Ref.  |
| ---- | ---- | ----- |
| 2015 | Piu  | [ 6 ] |
| 2016 |      |       |

### Casal de Mestre-sala e Porta-bandeira
| Ano  | Nome         | Ref.  |
| ---- | ------------ | ----- |
| 2015 | Igor e Naomi | [ 6 ] |
| 2016 |              |       |

### Corte de bateria
| Período | Rainha          | Musa          | Ref.  |
| ------- | --------------- | ------------- | ----- |
| 2015    | Juliana Ribeiro | Jéssica Gomes | [ 6 ] |
| 2016    |                 |               |       |

## Carnavais
| Ano  | Colocação    | Grupo                             | Enredo                                                                                          | Carnavalesco     | Intérprete                   | Ref         |
| ---- | ------------ | --------------------------------- | ----------------------------------------------------------------------------------------------- | ---------------- | ---------------------------- | ----------- |
| 2006 | 12º lugar    | Carnaval Metropolitano            | Metamorfose de Praia Grande                                                                     |                  |                              |             |
| 2007 | Não competiu | Não competiu                      | Vila do Sapo, Samba e Alegria Compositores: Sérgio do Cachimbo, Paulo Cordinha e Markão Mikita. |                  | Cláudio Bomba e Lon          |             |
| 2008 |              |                                   | Alvaro Soares e sua gloriosa trajetória no mundo do samba                                       |                  |                              |             |
| 2009 |              |                                   |                                                                                                 |                  | André Luiz dos Santos        |             |
| 2010 | 6º lugar     | Grupo I (segunda divisão)         | A Fabulosa Voltou, do Pó ao Luxo é o Show!                                                      | Vera Donda       | Claudio Bomba                |             |
| 2011 | 6º lugar     | Grupo de acesso (segunda divisão) | Vila do Sapo é meu Lugar                                                                        | Vera Donda       | Edinilsom (Bujão)            |             |
| 2015 | 3° lugar     | Especial                          | Atôtô... O grande Rei da Terra chegou. Compositores: Leandro Paçoca, Bujão Poeta e Felipe.      | Wallacy Vinicyos | Leandro Paçoca e Bujão Poeta | [ 6 ] [ 7 ] |